# Urbano Tavares Rodrigues
Urbano Tavares Rodrigues (Lisboa, 6 de diciembre de 1923 – 9 de agosto de 2013) fue un profesor de literatura, escritor y crítico literario portugués, ganador de múltiples premios. Nacido en Lisboa, pasó buena parte de su infancia en Moura, en la región del Alentejo, al sur de Portugal. Desde joven fue miembro del Partido Comunista (PCP). Estaba en posesión de la gran cruz de la Orden del Infante Don Enrique.